# Francisco José Llera Ramo
Francisco José Llera Ramo (Caravia, Asturias, 1 de abril de 1950) es un politólogo español, catedrático de Ciencia Política de la Universidad del País Vasco.

## Biografía
Doctor en Ciencia Política y Sociología por la Universidad de Deusto en 1982. Entre 1983 y 1987 fue Vicedecano de la Facultad de Ciencias Sociales y de la Comunicación (Universidad del País Vasco), así como Director del Departamento de Ciencia Política y Relaciones internacionales entre 1991 y 2007. Desde 1992 es catedrático de Ciencia Política y de la Administración. 
Desde 1995 fundó y dirige el Euskobarómetro (desde 1995). Ha sido Profesor Invitado en la Universidad Pablo Olavide (2009-2014).
Ha sido fundador y Presidente de la Asociación Española de Ciencia Política, la Federación Española de Sociología y la Asociación Vasca de Sociología y Ciencia Política, es Miembro de la Academia Europea (desde 2002) y del Comité Ejecutivo de la International Political Science Association (entre 2009 y 2014). Ha sido Catedrático Príncipe de Asturias (Georgetown University, 2002-03) y Visiting Scholar en Yale University (1987-88) impartiendo seminarios y conferencias en las universidades de Columbia, Harvard, Ohio State, Wesleyan, Leeds, Lisboa, Florencia, entre otras, y en la mayor parte de las universidades españolas. En el año 2015 recibió la Encomienda de Número de la Orden del Mérito Civil.
Es colaborador habitual del seminario sobre terrorismo en los Cursos de Estado Mayor de la ESFAS y ha sido conferenciante de la Cátedra Cervantes de la AGM. Ha sido Viceconsejero del Gobierno Vasco (1995-1998) y Director del Instituto Vasco de Estadística (EUSTAT). Es patrono y miembro de la Comisión Ejecutiva de la Fundación de Víctimas del Terrorismo desde 2003 y ha sido miembro de la Comisión de Expertos para la definición del Centro Memorial de las Víctimas del Terrorismo.
Ha tenido o tiene responsabilidades académicas e institucionales en la Universidad del País Vasco, ANECA (en la actualidad, es Presidente de la Comisión de Garantías y Programas y miembro del Comité de Expertos adjunto a la Dirección), ANEP, el Instituto Ortega y Gasset (donde ha dirigido el Programa de Doctorado de Gobierno y Administración Pública), la FIIAPP (donde ha dirigido el Máster en Estudios Políticos Aplicados), el CIS (miembro de su Consejo Asesor y del Consejo de Redacción de la REIS).

## Publicaciones
Entre sus publicaciones destacan:
Postfranquismo y fuerzas políticas en Euskadi (1983). Sociología electoral del País Vasco (1985), Los vascos y la política (1994), Los españoles y la Universidad (2004), Los españoles y las víctimas del terrorismo (2004), Política Comparada: entre lo local y lo global (2005) y Los españoles, las víctimas y el final del terrorismo (2006), así como una amplísima relación de trabajos científicos publicados en revistas especializadas y libros colectivos, tanto nacionales como internacionales, referidos a estudios electorales, opinión pública, comportamiento y cultura política, nacionalismo y descentralización, terrorismo, administración pública y partidos políticos.
Ha publicado colaboraciones y artículos o es colaborador habitual de El País, Claves de la Razón Práctica, Revista de Occidente, Tiempo, El Correo, El Diario Vasco, El Mundo, ABC, El Imparcial, La Nueva España, El Comercio o la Voz de Asturias, entre otros.